# أستراليا الغربية
أستراليا الغربية (بالإنجليزية: Western Australia، واختصارًا: WA) هي أكبر ولايات أستراليا. تغطي ولاية أستراليا الغربية الثلث الغربي من أستراليا. تبلغ مساحتها 2645615 كم2. تقارب الولاية جنوب أستراليا والمنطقة الشمالية. وعاصمتها هي مدينة بيرث. يسكنها 2149100 نسمة حسب إحصائية نهاية مارس 2007.
كان المستكشف الهولندي ديرك هارتوغ أول أوروبي يزور أستراليا الغربية الذي نزل على ساحل أستراليا الغربية عام 1616. ووقع أول استيطان أوروبي في المنطقة بعدما نزل المستكشف البريطاني إدموند لوكير في أستراليا الغربية بتاريخ ديسمبر عام 1826 خلال بعثة استكشافية بالنيابة عن حكومة نيو ساوث ويلز الاستعمارية. أسس لوكير حامية عسكرية ساندها مجموعة من المدانين في موقع مدينة ألباني الحالي. وأعلن رسميًا تبعية الثلث الغربي من القارة الأسترالية للتاج البريطاني بتاريخ 21 يناير عام 1827.

## أكبر المدن
- بيرث
- بوسلتون
- ماندوراه
- ألباني
- فريمانتل
- باعنباري
- جيرالدتون
- كالغورلي

## نبذة
تعد ولاية أستراليا الغربية أكبر الولايات الأسترالية، حيث تحتل ثلث مساحة الدولة، كما أنها تضم مجموعة رائعة من المعالم الطبيعية مثل منطقة كيمبرلي الواقعة في أقصى شمال الولاية، وهي منطقة برية ووعرة ذات خط ساحلي بمسار ملتوٍ ووديان عميقة ضيقة خلابة في المنطقة الداخلية. وتعد منطقة بيلبارا، الواقعة في الشمال الغربي، إحدى المناطق الرائعة التي تتميز بوجود العديد من الصخور القديمة والوديان الضيقة العميقة. وبعيدا عن المنطقة الساحلية بولاية أستراليا الغربية، يوجد العديد من المساحات الخالية النائية: فبالإضافة إلى سهل نولاربور وصحراء الرمال العظمى، تغطي كل من صحراء جيبسون وصحراء فكتوريا العظمى مساحة كبيرة من الولاية. أما الجزء الجنوبي الغربي من الولاية، فهو عبارة عن منطقة خصبة من الغابات ومزارع الكروم، وهو يحتل مساحة صغيرة إذا ما قورنت بالمساحة الباقية من الولاية.

## المناخ
يسود المناخ الاستوائي الجزء الشمالي من ولاية أستراليا الغربية حيث تحل فيه المواسم الجافة والممطرة محل فصلي الشتاء والصيف. كما تتعرض منطقة بورت هيدلاند للأعاصير الحلزونية مرة واحدة على الأقل كل عامين. ويكون المناخ جافا أو شبه جاف في المناطق الداخلية. بينما تتسم المنطقة الجنوبية الغربية من الولاية بالمناخ المعتدل: حيث غالبًا ما ترتفع درجة الحرارة عن 25 درجة مئوية في حين يبلغ متوسط درجة الحرارة على طول ساحل كيمبرلي حوالي 28 درجة مئوية. أما في المناطق المرتفعة في بيلبارا، فقد تصل درجات الحرارة إلى 48 درجة مئوية. كما تشتهر العاصمة بيرث بصيف طويل وحار يقل فيه سقوط الأمطار وتثبت فيها درجات الحرارة عند 30 درجة مئوية، وخاصة في شهري يناير وفبراير. وتعمل الرياح البحرية الباردة، المسماة 'فريمانتل دكتور'، على اسم ضاحية فريمانتل التي تهب من اتجاهها، على التخفيف من وطأة حرارة الجو في المدينة. ويحل مع فصل الشتاء طقس يتسم بالبرودة القليلة والأمطار، حيث يبلغ متوسط درجة الحرارة حوالي 18 درجة مئوية.

## البيئة والنباتات
تضم ولاية أستراليا الغربية مجموعة واسعة من المواطن البيئية الفريدة، نظرًا لاتساع رقعتها الجغرافية وتنوع مناخها من المناطق الاستوائية شمالًا إلى المعتدلة جنوبًا. تُعرف الولاية باحتضانها لأنظمة بيئية متنوعة تشمل الغابات المطيرة المعتدلة، والصحاري القاحلة، والسواحل الصخرية، والسهول العشبية المفتوحة.
يُعد الجزء الجنوبي الغربي من الولاية منطقة ذات أهمية بيئية عالمية، حيث يُصنّف كواحد من نقاط التنوع البيولوجي الساخنة (biodiversity hotspots) في العالم، بفضل وفرة الأنواع المستوطنة من النباتات والحيوانات.
من أبرز النباتات الأصلية في الولاية:
بانكسيا سيسيليس (Banksia sessilis): شجيرة مزهرة واسعة الانتشار في الجنوب الغربي، تُعرف بأزهارها الصفراء ودورها المهم في تغذية الطيور، خصوصًا الببغاوات.
بانكسيا بريونوتس (Banksia prionotes): شجرة ذات قيمة بيئية عالية، تنتج أزهارًا برتقالية جذابة وتزدهر في المناطق الرملية.
الماكواداميا الغربية (Macadamia occidentalis) وأنواع من الأكاسيا (Acacia spp.) والإيوكاليبتوس (Eucalyptus spp.) التي تسود في الغابات والمناطق النائية.
يسهم هذا التنوع النباتي في دعم عدد كبير من الكائنات الحية، ويُعد أساسًا للتوازن البيئي في كثير من مناطق الولاية. وقد أدى تدهور بعض المواطن الطبيعية بسبب التوسع الزراعي والأنشطة الصناعية إلى إطلاق برامج محلية لحماية الأنواع المستوطنة وإعادة تأهيل الغطاء النباتي الأصلي.

## وصلات خارجية
- الموقع الرسمي